# Dolkun Isa
Dolkun Isa (in uiguro  دولقۇن ئەيسا; cinese, 多里坤·艾沙; Aksu, 2 settembre 1967) è un politico e attivista cinese uiguro della regione autonoma dello Xinjiang, nel nord-ovest della Cina, dove vive la minoranza turcofona musulmana degli Uiguri. È il 3º presidente del Congresso Mondiale Uiguro (World Uyghur Congress), in carica dal 12 novembre 2017. In precedenza è stato segretario generale e presidente del comitato esecutivo del congresso e ha parlato a nome dei diritti della minoranza in gran parte islamica uiguri che costituisce la popolazione maggioritaria della regione, oltre a presentare le questioni uigure in materia di diritti umani al Consiglio per i diritti umani delle Nazioni Unite, al Parlamento europeo, ai governi europei e alle organizzazioni internazionali per i diritti umani.
Nel 1988, quando studiava all'Università dello Xinjiang, guidò la manifestazione studentesca il 15 giugno 1988 a Ürümqi contro le discriminazioni e i trattamenti ingiusti sugli uiguri e fu espulso dalla scuola nello stesso anno; in seguito fuggì in Europa. Nel novembre 1996, ha svolto un ruolo decisivo nell'istituzione del Congresso mondiale della gioventù uigura in Germania ed è stato presidente esecutivo. Nell'aprile 2004, ha anche svolto un ruolo importante nell'istituzione del Congresso Mondiale uiguro. È stato anche vicepresidente dell'UNPO.
In esilio dal 1996, vive dal 2006 a Monaco di Baviera e ha la cittadinanza tedesca..

## Biografia
Nato nello Xinjiang, regione dove vive la minoranza musulmana degli Uiguri, dopo le scuole si iscrive negli anni Ottanta alla facoltà di Fisica all'Università dello Xinjiang diventando uno dei leader studenteschi a favore della democrazia. Nel 1987 fonda nella stessa università l'Unione studentesca della Scienza e della Cultura, partecipa ad iniziative per eliminare l'alfabetismo, nel 1989 viene espulso dall'università per le sue battaglie a favore del suo popolo, sottoposto a lavori forzati e a corsi di rieducazione. 
Studia l'inglese e il turco dal 1990 al 1994 all'università di lingue straniere a Pechino, subisce minacce e intimidazioni da parte di esponenti del Partito comunista. Fugge quindi in Turchia dove si laurea in politica e sociologia all'università di Gazi, quindi si trasferisce in Germania dove si laurea in informatica a Monaco. Continua a difendere i diritti del suo popolo e le autorità cinesi lo inseriscono nella "black list" dell'Interpol.

## Riconoscimenti
Nel 2016 ha ottenuto il premio per i diritti umani della Victims of Communism Memorial Foundation.